# Due ragazze innamorate
Due ragazze innamorate è un film del 1995 scritto e diretto da Maria Maggenti con protagoniste Laurel Holloman e Nicole Ari Parker.

## Trama
Randy è una diciassettenne problematica secondo gli standard della cittadina americana dove vive. Abita con Rebecca, la sua zia lesbica, e l'amante di lei, Vicky, in seguito alla morte dei genitori anni addietro. Anche lei è lesbica, si veste in modo androgino, e le sue compagne di scuola ritengono che ostenti il proprio orientamento sessuale; in quell'ambiente Randy non ha nessun altro al di fuori di Frank, il suo migliore amico gay. La scuola comunque non le interessa molto, ha o sembra avere una scarsa progettualità: "io vivo alla giornata" dice. Per questo, non riuscirà a diplomarsi a giugno (cosa che, in contrasto con le idee che esprime abitualmente, apprende con un certo disappunto).
Un giorno, mentre lavora alla stazione di servizio della sua amica Regina, conosce Evie. Evie è una ragazza ricca, nera e non molto felicemente fidanzata con Hayjay, un ragazzo che frequenta la sua stessa scuola.
Qualcosa scocca in Randy, che si innamora di Evie.
Un giorno, le due ragazze si incontrano nel bagno della scuola. Una perché è stata cacciata fuori dalla classe, l'altra perché ha appena litigato col fidanzato. Diventano amiche, si confidano e poi Randy le confessa di essere lesbica. La reazione di Evie è neutra. Non le importa poi molto.
Tornata a casa, Randy dice a tutte: "Oggi ho detto a una che sono gay". "E la sua reazione?" chiede Rebecca. E Randy risponde "Non è scappata, è già qualcosa". Rebecca la mette in guardia sui pericoli che può correre stando con lei e Randy le chiede "Perché trasformi sempre tutto in un caso di discriminazione federale!?".
Una sera Evie viene invitata a cena a casa di Randy. Finita la cena, Randy ed Evie stanno da sole, fuori, nel cortile della piccola casa, e si scambiano il loro primo bacio.
"Stasera ho baciato una ragazza per la prima volta in vita mia. La domanda adesso è: che cosa faccio?" scrive Evie nel suo diario.
Evie e Randy cominciano a diventare sempre più intime. Evie mostra a Randy il suo mondo fatto di musica classica e poeti (le dà un libro di Walt Whitman, Foglie d'erba), mentre Randy le fa sentire la sua musica, rock e punk. E infine formano una coppia, fatto sancito dalla rivelazione che Evie fa alle sue amiche storiche, che prontamente la abbandonano.
Una sera, Evie invita Randy a casa sua: è il compleanno della ragazza, fa diciotto anni. Le due ragazze cenano insieme e poi si confidano: Randy le dice di non avere i voti sufficienti per diplomarsi a giugno, mentre Evie confessa alla fidanzata di aver perso le sue migliori amiche perché ha detto loro che sta con una ragazza. Le due finiscono a letto insieme per fare l'amore.
La mattina seguente, la madre di Evie torna a casa prima del previsto (doveva andare a Parigi per un viaggio di lavoro) per festeggiare con la figlia. Quando trova Evie a letto con Randy, viene colta da una crisi di nervi.
Nel frattempo, Rebecca ha scoperto la lettera del preside che dice della bocciatura di Randy.
Le due ragazze, che si sentono braccate, fuggono in un motel, dove hanno la loro prima lite, che non viene per altro risolta. 
Da quella stanza nel finale del film usciranno baciandosi, facendo così coming out a tutti gli effetti.

## Riconoscimenti
GLAAD Media Award (1996), come film di maggior rilievo